# 괴산 피씨
괴산 피씨(槐山皮氏)는 충청북도 괴산군을 본관으로 하는 한국의 성씨이다. 시조 피경정皮慶延)은 중국 원나라 금자광록대부(金紫光祿大夫)로 고려에 망명하여 공민왕이 괴산군(槐山君)에 봉하였다. 조선의 개국공신으로 병조판서와 전라도관찰사(觀察使) 등을 역임한 피득창(皮得昌)을 중시조로 한다.

## 기원
『조선씨족통보』에 따르며 피씨(皮氏) 연원에 대해서 중국 천수(天水)에서 계출된 성씨로 나타나 있으며 주나라 경사인 번중피(樊仲皮)라는 사람이 공명(功名:공을 세워 널리 알려진 이름)이 있어 이름 마지막 글자인 피자(皮字)를 따서 성(姓)으로 삼았다고 한다. 그뒤 진나라 효제때 피초(皮初)라는 사람이 위문장을 지냈다고 하며 당나라 때 피일휴와 그의 두아들 피중업, 피광업이 문명을 떨쳤다는 기록이 전한다.

## 시조
괴산 피씨(槐山皮氏)의 원시조 피경정慶延)은 중국 원나라 사람으로 본명은 피기광(皮起光), 호는 청피(靑陂)이다. 『정미보(丁未譜)』에 의하면, 그는 금자광록대부(金紫光祿大夫)로 신경위대장(神慶衛大將)이 되어 남변을 정벌하였으나 전공을 세우지 못하자 순제의 진노를 피해 가족을 데리고 고려에 망명해 왔다고 한다. 공민왕이 특별히 그를 괴산군(槐山君)으로 봉해주었으므로 그곳을 관향으로 삼았다.
그의 5세손 피득창(皮得昌)은 조선의 개국공신이다. 피득창은 전라도관찰사(觀察使:종2품 감사)를 거쳐 병조판서(兵曹判書:정2품 국방장관)에 올라 이름을 떨쳤으며 괴산에서 정착하여 살았다. 후손들이 피득창을 중시조로 삼고 괴산을 본관으로 하여 세계를 이어왔다.
‘성씨 총감’에 따르면 “원래 홍천피씨(洪川皮氏)였는데, 괴산에 정착하여 세거하면서 후손들이 괴산을 본관으로 삼아 세계(世系)를 이어왔다”고 하는데, 이 역시 피득창과 관련이 있는 얘기다.

## 인물
고려 때 피명재(皮命載)는 평장사를 역임했으며 괴원군(槐原君)에 봉해졌다. 역시 고려 때 피인영(皮仁榮)은 문하시랑, 피성무(皮成茂)는 이부상서를 각각 지냈다.
피득창(皮得昌)은 조선의 개국공신으로 병조판서와 전라감사를 지낸 후 괴산군에 봉해졌다. 피득창의 아들 피강지(皮康芝)는 장령을 지냈으며, 손자 피정(皮釘)은 진사를 역임했다. 증손 피소(皮燒)는 목사를 역임했다.
피홍군(皮洪君)은 판서, 피경송(皮卿松)은 통덕랑, 피동현(皮洞鉉)은 방어사를 각각 역임했다. 통정대부 피종남(皮宗南)과, 판관 피세만(皮世萬), 통사랑 피세담(皮世淡)도 유명하다. 효자로 칭송을 받은 피운손(皮雲遜), 통덕랑 피경우(皮景祐), 참봉 피봉준(皮鳳俊)도 가문을 빛냈다. 피정만(皮正滿) 조선조에서 영장을, 피능화(皮能和)는 첨사를, 피천백(皮川栢)은 주부를, 피선원(皮宣源)은 목사를 각각 역임했다.
조선 영조 때 피보혁(皮普赫)은 공신에 임명되고 판돈령부사에 이르렀다.  영조 4년 이인좌가 스스로 대원수를 칭하고 반란을 일으켰다. 이인좌는 안음과 합천 등의 수령을 쫓아내는 등 세력이 커졌다. 이때 성주목사의 지휘 하에 반군을 진압하게 되었다. 당시 안사(按使) 황준이 피보혁을 추천하여 지례, 거창, 고령의 3현군을 거느리고 출전하게 되었다. 그러나 거창은 이미 반군이 점거했기 때문에 피보혁은 나머지 2현의 군사를 거느리고 반군을 치며 동시에 반군에 가담한 자들을 회유했는데 그 쪽에서 항복해 오는 자가 많았다.

### 세계표
시조 1세 피경정(皮慶廷)- 2세 피명재(皮命載)- 3세 피인영(皮仁榮)- 4세 피성무(皮成茂)- 5세 피득창(皮得昌)- 6세 피강지(皮康芝)- 7세 피정(皮釘)- 8세 피소(皮燒)- 9세 피정만(皮正滿)- 10세 피홍군(皮洪君)- 11세 피경송(皮卿松)- 12세 피승진 (皮命廷)

## 항렬자
| 16世   | 17世   | 18世   | 19世   | 20世   | 21世   |
| ------ | ------ | ------ | ------ | ------ | ------ |
| 경(景) | 예(禮) | 봉(鳳) | 호(浩) | 상(相) | 찬(燦) |

## 인구
1985년 인구조사에서 2,413명으로 집계되었고, 2000년 통계청의 인구조사에서 693가구, 2,204명이 있는 것으로 조사되었다. 2000년 기준 서울 346명, 부산 153명, 대구 426명, 인천 87명, 광주 6명, 대전 29명, 울산 40명, 경기 370명, 강원 32명, 충북 211명, 충남 29명, 전북 8명, 전남 17명, 경북 396명, 경남 49명, 제주 5명이다.

## 같이 보기
- 홍천 피씨
- 단양 피씨